# Robert Harsch-Niemeyer
Robert Harsch-Niemeyer (* 9. Juni 1932 in Halle (Saale); † 9. Juli 2011) war ein deutscher Verleger.

## Leben
Robert Harsch-Niemeyer, geboren 1932 in Halle an der Saale, absolvierte eine Lehre als Verlagsbuchhändler und trat 1955 in das Familienunternehmen ein. 1960 wurde er Mitglied der Geschäftsleitung und führte seit 1964 in vierter Generation den Max Niemeyer Verlag in Tübingen, der 2006 vom Verlag Walter de Gruyter übernommen wurde.
Harsch-Niemeyer engagierte sich für die philosophischen Werke von Edmund Husserl und Martin Heidegger.

## Auszeichnungen und Ehrungen
- Goldene Nadel des Börsenvereins des Deutschen Buchhandels (1997)
- Ehrendoktorwürde zum Dr. honoris causa der Neuphilologischen Fakultät der Eberhard Karls Universität Tübingen (1998)
- Verdienstkreuz am Bande des Verdienstordens der Bundesrepublik Deutschland (1998)